# Caméra HERO
Pour les articles homonymes, voir Hero.
 (août 2018).
La caméra HERO est une caméra d'action commercialisée depuis 2004 par la société GoPro.
Au départ destinée aux pratiquants de sports aquatiques, extrêmes ou mécaniques, ses usages se sont étendus avec l'apparition de nouveaux modèles, qui sont maintenant également utilisés par des scientifiques, par l'industrie de la télévision, ou à des fins de loisirs.

## Histoire

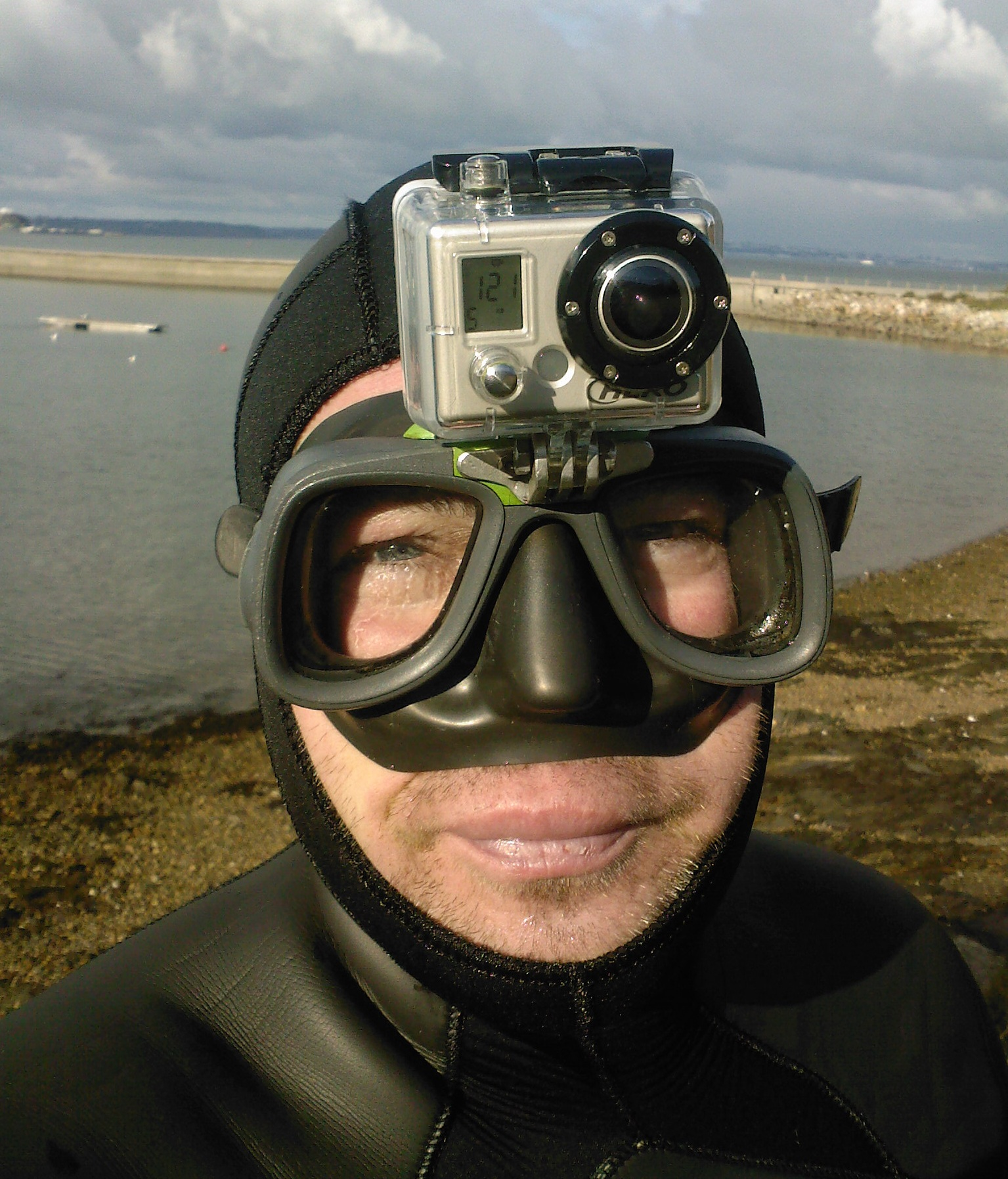
Une caméra GoPro sur un masque de plongée.

L'idée de la Caméra HERO de GoPro est née en 2002 grâce à Nick Woodman, un jeune Californien au chômage, issu d'une famille de banquiers d'affaires. En 2002, Nick Woodman, PDG de GoPro, dirige FunBug.com, une société qui vend des espaces publicitaires sur le Web. Toutefois, la jeune start-up fait faillite à cause de la bulle Internet qui explose à l'époque. Nick Woodman décide donc de tout laisser derrière lui afin de partir en Indonésie et pratiquer sa grand passion qu'est le surf. C'est dans les vagues que l'idée lui vient de se filmer, lui et ses amis. Il fabrique alors, à l'aide d'une simple sangle, une fixation pour appareil photo étanche à mettre autour du poignet. Il revient en Californie avec 2000 bracelets indonésiens achetés 2 $ pièce sur un marché à Bali sur lesquels il va coudre des fixations pour des appareils photos étanches. Il vendra ces bracelets équipés de caméras aux surfeurs de la côte ouest et va rencontrer un petit succès. Certains sont prêts à dépenser 60 $ pour ce genre d'appareil inédit. Cela va pousser Nick à améliorer la solidité de ces appareils et à créer la GoPro HERO 35 mm en 2004. Un appareil étanche à 5 m pour lequel il va faire sa propre pub sur QVC. Il ne prend pour l'instant que des photos, mais servira de fondation à la GoPro.
En 2005, il crée Woodman Labs et commence à commercialiser ses caméras. Quelques caméras sont distribuées gratuitement à des sportifs afin qu'ils les testent ; puis, les fans de sports extrêmes se l'approprient en postant leurs vidéos sur des sites de partage de vidéos.
En octobre 2012, GoPro (qui a déjà écoulé 3 millions de caméras GoPro dans le monde depuis 2009) dévoile la troisième génération de sa caméra HD Hero. Celle-ci est plus compacte, intègre directement un contrôleur Wi-Fi et propose d'enregistrer des vidéos dont la définition peut aller jusqu'à 4K (4096 × 2160 pixels, rafale de 15 images par seconde).

## Présentation
La GoPro HD permet un enregistrement de 50/60 images par seconde, d'une vidéo HD en 720 p et possède une résolution de 1920 × 1080 p en 30/25 images par seconde.
Les modèles GoPro HD et GoPro Hero 2 et 3 ont un boitier spécifique adapté à la 3D permettant l'assemblage de 2 caméras pour une capture stéréoscopique.
La GoPro HD2 permet un enregistrement à 25, 30, 48, 50, 60 images par seconde d'une vidéo.
La qualité d'image en HD, associée aux multiples possibilités de montage proposées, en a fait une des caméras de prédilection des sportifs. Cette caméra dispose de toutes sortes d'accessoires permettant de les fixer un peu partout, on la retrouve ainsi dans de nombreux reportages télévisés ou émissions dites en « immersion »[réf. souhaitée] (destinées à nous montrer par exemple le quotidien d'une profession, les sensations dans un sport, etc.).
Les caméras GoPro peuvent par exemple être utilisées par des amateurs ou des professionnels pour la réalisation de prises de vue depuis des modèles réduits volants, drones, hélicoptères ou avions télécommandés.[non neutre][réf. nécessaire].

## Produits

### Spécificités des GoPro de 2012 à 2016
| Modèle                                  | HERO3 White, | HERO3 Silver, | HERO3 Black, | HERO3+ Silver                                                                         | HERO3+ Black                                                                          | HERO (ou HERO4)                | HERO4 Silver                                                         | HERO4 Black                                                                                   | LCD HERO+,                                             | HERO Session (ou HERO4 Session)                     | HERO+,                           | HERO5 Session,                                                              | HERO5 Black,                                                                                  |
| --------------------------------------- | --- | --- | --- | ------------------------------------------------------------------------------------- | ------------------------------------------------------------------------------------- | ------------------------------ | -------------------------------------------------------------------- | --------------------------------------------------------------------------------------------- | ------------------------------------------------------ | --------------------------------------------------- | -------------------------------- | --------------------------------------------------------------------------- | --------------------------------------------------------------------------------------------- |
| Sortie                                  | Novembre 2012 | Novembre 2012 | Novembre 2012 | Octobre 2013                                                                          | Octobre 2013                                                                          | Octobre 2014                   | Octobre 2014                                                         | Octobre 2014                                                                                  | Juin 2015                                              | Juillet 2015                                        | Octobre 2015                     | Octobre 2016                                                                | Octobre 2016                                                                                  |
| Prix à sa sortie                        | 249€ | 349€ | 449€ | 349€                                                                                  | 449€                                                                                  | 125€                           | 379€                                                                 | 479€                                                                                          | 329,99€                                                | 429€                                                | 229,99€                          | 329€                                                                        | 429€                                                                                          |
| Evolution notable                       | Taille diminuée de 30%, poids diminué de 25%, WIFI intégré, capteur amélioré pour les conditions de faible luminosité | Taille diminuée de 30%, poids diminué de 25%, WIFI intégré, capteur amélioré pour les conditions de faible luminosité | Taille diminuée de 30%, poids diminué de 25%, WIFI intégré, capteur amélioré pour les conditions de faible luminosité | 15% plus petite et légère dans son caisson, SuperView, AutoLowLight, WIFI plus rapide | 20% plus petite et légère dans son caisson, SuperView, AutoLowLight, WIFI plus rapide |                                | Écran tactile intégré                                                |                                                                                               |                                                        |                                                     |                                  | Stabilisation vidéo, contrôle vocal                                         | Stabilisation vidéo, contrôle vocal, GPS                                                      |
| Dimension (Lxhxp)                       | 60 × 42 × 30 mm | 60 × 42 × 30 mm | 60 × 42 × 30 mm | 60 × 42 × 30 mm                                                                       | 60 × 42 × 30 mm                                                                       | 60 × 42 × 30 mm                | 60 × 42 × 30 mm                                                      | 60 × 42 × 30 mm                                                                               |                                                        | 37 × 37 × 36 mm                                     |                                  | 38 × 38 × 36 mm                                                             | 62 × 44,5 × 32 mm                                                                             |
| Dimension avec caisson                  | | | |                                                                                       |                                                                                       |                                | 71,1 × 71,3 × 39 mm                                                  | 71,1 × 71,3 × 39 mm                                                                           |                                                        |                                                     |                                  |                                                                             |                                                                                               |
| Poids                                   | 75g (183g avec caisson)                                                                                               | 75g (183g avec caisson)                                                                                               | 75g (183g avec caisson)                                                                                               | 74g                                                                                   | 74g                                                                                   | 111g                           | 83g (147g avec caisson)                                              | 88g (152g avec caisson)                                                                       | 127g                                                   | 70g                                                 | 122g                             | 73g                                                                         | 118g                                                                                          |
| Etanchéité                              | 40m (avec caisson) | 40m (avec caisson) | 40m (avec caisson) | 40m (avec caisson)                                                                    | 40m (avec caisson)                                                                    | 40m avec caisson inamovible    | 40m (avec caisson)                                                   | 40m (avec caisson)                                                                            | 40m avec caisson inamovible (3m avec la paroi tactile) | 10m sans caisson                                    | 40m avec caisson inamovible      | 10m sans caisson                                                            | 10m sans caisson, 60m avec caisson                                                            |
| Mémoire                                 | microSD, microSDHC, microSDXC                                                                                         | microSD, microSDHC, microSDXC                                                                                         | microSD, microSDHC, microSDXC                                                                                         | microSD, microSDHC, microSDXC                                                         | microSD, microSDHC, microSDXC                                                         | microSD, microSDHC, microSDXC  | microSD, microSDHC, microSDXC                                        | microSD, microSDHC, microSDXC                                                                 | microSD, microSDHC, microSDXC                          | microSD, microSDHC, microSDXC                       | microSD, microSDHC, microSDXC    | microSD, microSDHC, microSDXC                                               | microSD, microSDHC, microSDXC                                                                 |
| Connectivité                            | micro HDMI, mini-USB, WIFI                                                                                            | micro HDMI, mini-USB, WIFI                                                                                            | micro HDMI, mini-USB, WIFI                                                                                            | WIFI                                                                                  | WIFI                                                                                  |                                | WiFi, Bluetooth                                                      | WiFi, Bluetooth                                                                               | WIFI                                                   | USB-B, WIFI, Bluetooth                              | WiFi, Bluetooth                  | USB-C, WIFI, Bluetooth                                                      | USB-C, WIFI, Bluetooth, GPS                                                                   |
| Batterie                                | Amovible, 1050mAh rechargeable lithium-ion                                                                            | Amovible, 1050mAh rechargeable lithium-ion                                                                            | Amovible, 1050mAh rechargeable lithium-ion                                                                            | Amovible, 1180mAh rechargeable lithium-ion                                            | Amovible, 1180mAh rechargeable lithium-ion                                            | Inamovible                     | Amovible, lithium-ion                                                | Amovible                                                                                      | 1 160 mAh (3,8 V, 4,4 Wh), inamovible                  | Inamovible, lithium-ion 1030 mAh                    | Inamovible, lithium-ion 1160 mAh | Inamovible, lithium-ion 1030 mAh                                            | Amovible, lithium-ion 1220 mAh, 4,40 V                                                        |
| Autonomie                               | 2h à 3h | 1h30 à 2h | 1h à 1h30 | 1h30 à 3h                                                                             | 1h15 à 2h                                                                             | 2h30 à 2h45                    | 1h30 à 2h                                                            | 1h à 2h                                                                                       | 1h45 à 2h30                                            | 1h30 à 2h                                           | 2h à 2h45                        | 1h15 à 2h                                                                   | 1h20 à 2h30                                                                                   |
| CONTROLE                                | | | |                                                                                       |                                                                                       |                                |                                                                      |                                                                                               |                                                        |                                                     |                                  |                                                                             |                                                                                               |
| Écran tactile                           | Non | Non | Non | Non                                                                                   | Non                                                                                   | Non                            | Oui                                                                  | Optionnel                                                                                     | Oui                                                    | Non                                                 | Non                              | Non                                                                         | Oui                                                                                           |
| Commande vocale                         | Non | Non | Non | Non                                                                                   | Non                                                                                   | Non                            | Non                                                                  | Non                                                                                           | Non                                                    | Non                                                 | Non                              | Oui                                                                         | Oui                                                                                           |
| Télécommande (à l'achat)                | Non | Non | Oui | Non                                                                                   | Oui                                                                                   | Non                            | Non                                                                  | Oui                                                                                           | Non                                                    |                                                     | Non                              |                                                                             |                                                                                               |
| VIDEO                                   | | | |                                                                                       |                                                                                       |                                |                                                                      |                                                                                               |                                                        |                                                     |                                  |                                                                             |                                                                                               |
| Format video                            | H.264 | H.264 | H.264 |                                                                                       |                                                                                       | H.264                          | H.264                                                                | H.264                                                                                         | H.264                                                  | H.264                                               | H.264                            | H.264                                                                       | H.264                                                                                         |
| Définition SD (NTSC)                    | 480p60 | 480p120 | 480p240 | 480p120 480p60                                                                        | 480p240                                                                               |                                | 480p240                                                              | 480p240                                                                                       |                                                        | 480p120                                             |                                  |                                                                             | 480p240                                                                                       |
| Définition HD et Full HD (NTSC)         | 1080p30 960p30 720p60 720p30                                                                                          | 1080p24 1080p30 960p48 960p30 720p60 720p30                                                                           | 960p100 960p48 720p120                                                                                                | 1080p60 1080p30 960p60 960p30 720p120 720p60 720p30                                   | 1080p60 1080p48 1080p30 1080p24 960p100 960p60 960p48 720p120 720p60                  | 1080p30 720p60                 | 1080p60 1080p48 1080p30 1080p24 960p100 960p60 720p120 720p60 720p30 | 1080p120 1080p90 1080p60 1080p48 1080p30 1080p24 960p120 960p60 720p240 720p120 720p60 720p30 | 1080p60 1080p30 720p60                                 | 1080p60 1080p30 960p60 960p30 720p100 720p60 720p30 | 1080p60 1080p30 720p60           | 1080p90 1080p60 1080p30 1080p24 960p100 960p60 960p30 720p120 720p60 720p30 | 1080p120 1080p90 1080p60 1080p48 1080p30 1080p24 960p120 960p60 720p240 720p120 720p60 720p30 |
| Définition entre Full HD et 2,7K (NTSC) | Non | Non | 1524p30 1524p24 1440p30 1440p24                                                                                       | Non                                                                                   | 1524p30 1524p24 1440p30 1440p24                                                       | Non                            | 1520p30 1520p24 1440p48 1440p30 1440p24                              | 1520p60 1520p48 1520p30 2028p30 1520p24 1440p80 1440p60 1440p48 1440p30 1440p24               | Non                                                    | 1440p30                                             | Non                              | 1520p48 1520p30 1520p24 2028p30 1440p60 1440p48 1440p30 1440p24             | 1520p60 1520p48 1520p24 1520p30 2028p30 1440p80 1440p60 1440p48 1440p30 1440p24               |
| Définition Ultra HD ou 4K (NTSC)        | Non | Non | 2160p15 2160p12 | Non                                                                                   | 2160p15 2160p12                                                                       | Non                            | 2160p15                                                              | 2160p30 2160p24                                                                               | Non                                                    | Non                                                 | Non                              | 2160p30                                                                     | 2160p30 2160p24                                                                               |
| Superview (NTSC)                        | Non | Non | Non | Non                                                                                   | 1080p60 1080p48 1080p30 1080p24 720p100 720p60 720p48                                 | 720p60                         | 1080p60 1080p48 1080p30 1080p24 720p100 720p60                       | 2160p24 1520p30 1080p80 1080p60 1080p48 1080p30 1080p24 720p120 720p60                        | 720p60                                                 | 1080p48 1080p30 720p60 720p30                       | 720p60                           | 1520p30 1520p24 1080p60 1080p30 1080p24 720p60 720p30                       | 2160p24 1520p30 1080p80 1080p60 1080p48 1080p30 1080p24 720p120 720p100 720p60                |
| Protune                                 | Non | Oui (sauf 480p120 et 720p30)                                                                                          | Oui (sauf 480p120, 720p60 et 960p48)                                                                                  | Non                                                                                   | Oui                                                                                   | Non                            | Oui                                                                  | Oui                                                                                           | Non                                                    | Oui                                                 | Non                              | Oui                                                                         | Oui                                                                                           |
| Auto Low Light                          | Non | Non | Non | Oui                                                                                   | Oui                                                                                   | Oui                            | Oui                                                                  | Oui                                                                                           |                                                        |                                                     | Oui                              |                                                                             |                                                                                               |
| Stabilisateur                           | Non | Non | Non | Non                                                                                   | Non                                                                                   | Non                            | Non                                                                  | Non                                                                                           | Non                                                    | Non                                                 | Non                              |                                                                             | Oui                                                                                           |
| PHOTO                                   | | | |                                                                                       |                                                                                       |                                |                                                                      |                                                                                               |                                                        |                                                     |                                  |                                                                             |                                                                                               |
| Définition                              | 5MP | 11MP | 12MP | 10MP                                                                                  | 12MP                                                                                  | 5MP                            | 12MP                                                                 | 12MP                                                                                          | 8MP                                                    | 8MP                                                 | 8MP                              | 10MP                                                                        | 12MP                                                                                          |
| Mode photo                              | Individuel, rafale, intervalle                                                                                        | Individuel, rafale, intervalle                                                                                        | Individuel, rafale, intervalle                                                                                        | Individuel, rafale, intervalle                                                        | Individuel, rafale, intervalle                                                        | Individuel, rafale, intervalle | Individuel, rafale, intervalle, nuit                                 | Individuel, rafale, intervalle, nuit                                                          | Individuel, rafale, intervalle                         | Individuel, rafale, intervalle                      | Individuel, rafale, intervalle   | Individuel, rafale, intervalle, nuit                                        | Individuel, rafale, intervalle, nuit                                                          |

### HERO 35mm All-Season Sports Camera
Ce premier modèle, lancé en 2004, est d'abord destiné aux surfeurs. GoPro a commencé en sortant une caméra sur film 35 mm (All-Season Sports Camera), anti-choc et étanche, livrée avec un film Kodak 400, 24 poses. C'est la première action cam qui va créer un nouveau segment d'activité et révolutionner la façon de filmer le sport.

### HERO Digital
Le modèle Digital HERO sorti en 2006 (modèle : SQ907 mini-cam) avait une résolution photo de 640X480 et prenait des vidéo de 320x240 (10fps) pour une durée maximal de 10 secondes. La caméra avait une mémoire interne de 32 Mo, sans possibilité d'ajouter de carte SD.

### HERO Digital 3
Le modèle Digital HERO 3 sorti en 2007 avait un appareil photo 3MP et une définition vidéo standard de 512 × 384. Il a été annoncé avec une étanchéité jusqu'à 30 mètres (98,4 pieds) de profondeur.

### HERO Digital 5
Le modèle Digital HERO 5 a été présenté le 5 décembre 2008. Il a un capteur photo 5MP et une définition standard de capture vidéo de 512 × 384. Il fonctionne avec deux piles AAA, possède 16 Mo de mémoire interne, et fonctionne avec une carte SD de 2 Go. Son boîtier va jusqu'à 30 mètres de profondeur. Ses dimensions sont de 2,6 × 1,75 × 1,25 pouces (66 × 44 × 32 mm). L'appareil n'a pas été conçu pour fonctionner avec la ligne plus récente d’accessoires HD HERO, bien que les supports de vis standard soient compatibles.

### HERO Wide
Sortie le 6 août 2010, la HERO Motorsports Wide possède un capteur 5MP qui dispose d'un objectif grand angle de 170°. La caméra peut enregistrer jusqu'à 56 minutes de vidéo à 30fps avec une carte SD de 2 Go. L'appareil peut capturer jusqu'à 1945 photos. Avec une mise à jour gratuite du firmware du fabricant, la carte mémoire de l'appareil est extensible jusqu'à 4 Go SDHC. La HERO Motorsports Wide est antichoc et étanche jusqu'à 30 m. Elle est compatible avec les systèmes d'exploitation Windows et Mac.

### HERO 960
Sortie le 6 août 2010, la HERO 960 peut filmer à un maximum de 960P en 30fps. Malgré son boîtier, elle ne peut s'adapter aux supports GoPro existants.

### HERO HD
La HD HERO nue, sortie avec une gamme d'accessoires, peut enregistrer des vidéo avec une résolution maximum de 1080p sur son capteur 5MP. La caméra nue constitue la base pour une ligne d'autres produits, qui se différencient par leur support (HD Helmet HERO, HD Motorsports HERO, HD Surf HERO). Elle a été lancée le 25 janvier 2010. La GoPro Hero HD entame une longue série baptisée « Hero » de septembre 2010 à aujourd'hui.

#### Caractéristiques
- Taille du capteur : 1/2,5" - 5,70 × 4,28 mm
- Taille d'un pixel : 2,2 μm
- Formats d'image disponibles :

| Mode  | Définition de l'image (en pixels) | Cadence (en ips) | Angle (FOV) |
| ----- | --------------------------------- | ---------------- | ----------- |
| R1    | 848 × 480                         | 60               | 170°        |
| R2    | 1280 × 720                        | 30               | 170°        |
| R3    | 1280 × 720                        | 60               | 170°        |
| R4    | 1280 × 960                        | 30               | 170°        |
| R5    | 1920 × 1080                       | 30               | 127°        |
| Photo | 2592 × 1944                       | 0                | 170°        |

### HERO HD 2

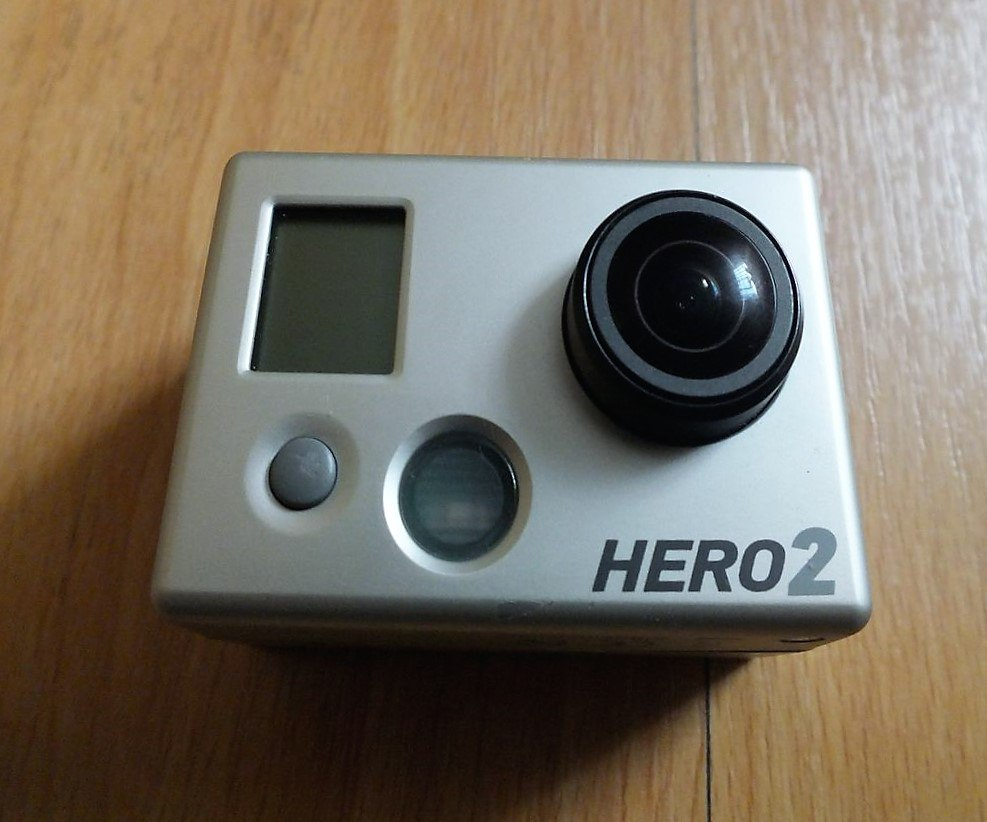
GoPro Hero 2

La GoPro HERO HD 2 a été lancée le 24 octobre 2011. Elle possède un capteur 11MP, il y a eu une amélioration de sa capacité en faible luminosité, et elle peut faire jusqu'à 120 images par seconde. Elle a été proposée avec trois ensembles d'accessoires différents.

### HERO HD 3

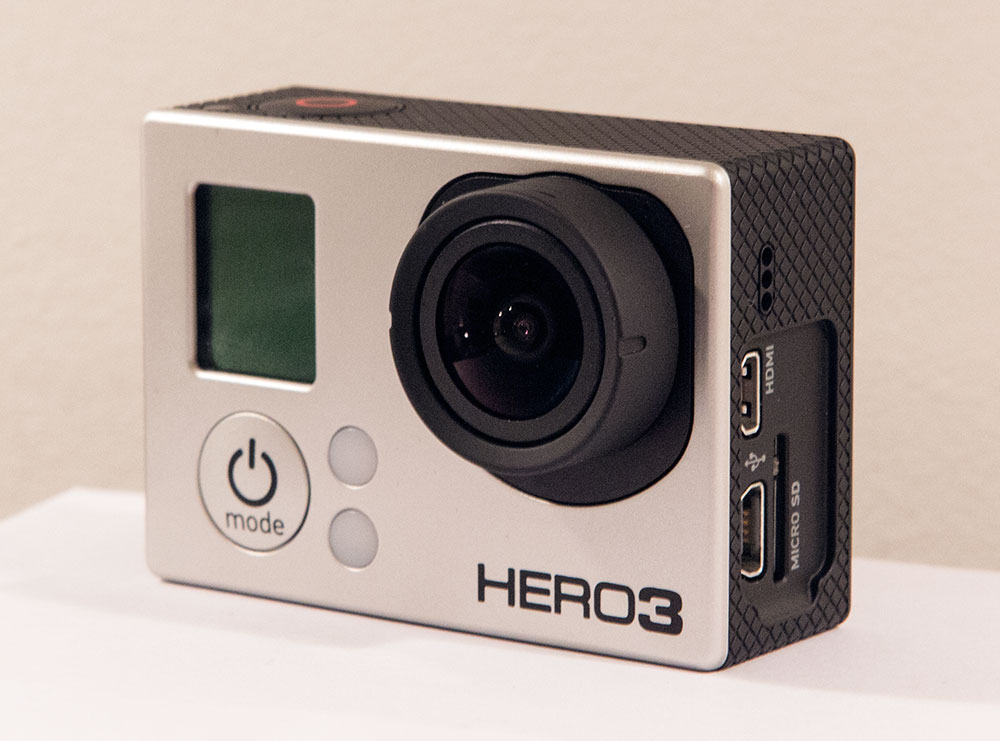
GoPro Hero 3 Black Edition

En novembre 2012, GoPro présente sa gamme HERO3 avec 3 versions : White, Silver et Black. Elles sont 30% plus petites, avec une autonomie augmentée de 25% comparée à la HERO2. Le Wi-Fi est désormais intégré. La Black est livrée avec une télécommande Wi-Fi. Le modèle haut de gamme, la Black Edition, possède un capteur de 12MP et supporte l'enregistrement en 4K, 2,7K, 900p, 1080p, 960p, 720p et Wide VGA. Elle est pourvue de Wi-Fi ce qui permet un contrôle de la caméra depuis une télécommande ou un smartphone à l'aide d'une application gratuite (GoPro App). La GoPro Hero 3 supporte le mode « Protune », permettant de filmer en désactivant le traitement colorimétrique de la caméra afin d'appliquer en postproduction un traitement plus efficace. La Black Edition peut également enregistrer une vidéo et prendre des photographies simultanément. La Hero 3 n'utilise plus de carte SD comme sa petite sœur la GoPro Hero 2, mais fonctionne avec des micro SD, acceptant jusqu'à 64 Go de stockage.
| Mode     | Définition de l'image | Cadence en ips | Angle             |
| -------- | --------------------- | -------------- | ----------------- |
| Wide VGA | 800 × 480, 16/9       | 100-120        | 170°              |
| 720p     | 1280 ♣ 720, 16/9      | 25-60          | 170°              |
| 960p     | 1280 × 960, 4/3       | 25-50          | 90° / 120° / 170° |
| 1080p    | 1920 × 1080, 16/9     | 24-30          | 90° / 120° / 170° |

### HERO HD 3+
En octobre 2013, GoPro lance la HD Hero 3+, disponible en deux versions : la Silver et la Black. La Black Edition a plusieurs définitions vidéos allant du 720p (120 images par seconde) au 4K (12,5 images par seconde). Avec une augmentation de sa définition, la Hero 3+ augmente également le champ de vision (appelé « Super View »), le pack contient toujours une télécommande Wi-Fi. La Silver Edition, quant à elle, permet des définitions en vidéo allant de 720p (120 images par seconde) à 1080p (60 images par seconde). Ces deux modèles ont considérablement amélioré leurs performances en faible luminosité (avec le mode « Auto Low Light ») et ont un boîtier étanche qui est plus léger et plus petit que la HD Hero 3. Les films sont aussi plus nets par rapport au modèle précédent et l'autonomie de la batterie est également améliorée de 30 %. Enfin, GoPro promet une meilleure qualité sonore en réduisant notamment les bruits de vent.
| Mode            | Définition de l'image (en pixels) | Cadence (en ips) | Angle (FOV)     |
| --------------- | --------------------------------- | ---------------- | --------------- |
| Wide VGA        | 848 × 480                         | 240              | 170°            |
| 720p Superview  | 1280 × 720                        | 48-100           | 170°            |
| 720p            | 1280 × 720                        | 50-120           | 170°, 127°, 90° |
| 960p            | 1280 × 960                        | 48-100           | 170°            |
| 1080p SuperView | 1920 × 1080                       | 24-48            | 170°            |
| 1080p           | 1920 × 1080                       | 24-60            | 170°, 127°, 90° |
| 1440p           | 1920 × 1440                       | 24-48            | 170°            |
| 2.7K 17/9       | 2704 × 1440                       | 24-30            | 170°,127°       |
| 2.7K 16/9       | 2704 × 1524                       | 24-30            | 170°,127°       |
| 4K 16/9         | 3840 × 2160                       | 12-15            | 170°            |
| 4K 17/9         | 4096 × 2160                       | 12-15            | 170°            |
| Photo 5MP       | 2560 × 1920                       | 1/60 - 2         | 127°            |
| Photo 7MP       | 3000 × 2250                       | 1/60 - 2         | 170°, 127°      |
| Photo 12MP      | 4000 × 3000                       | 1/60 - 2         | 170°            |

### HERO HD 4

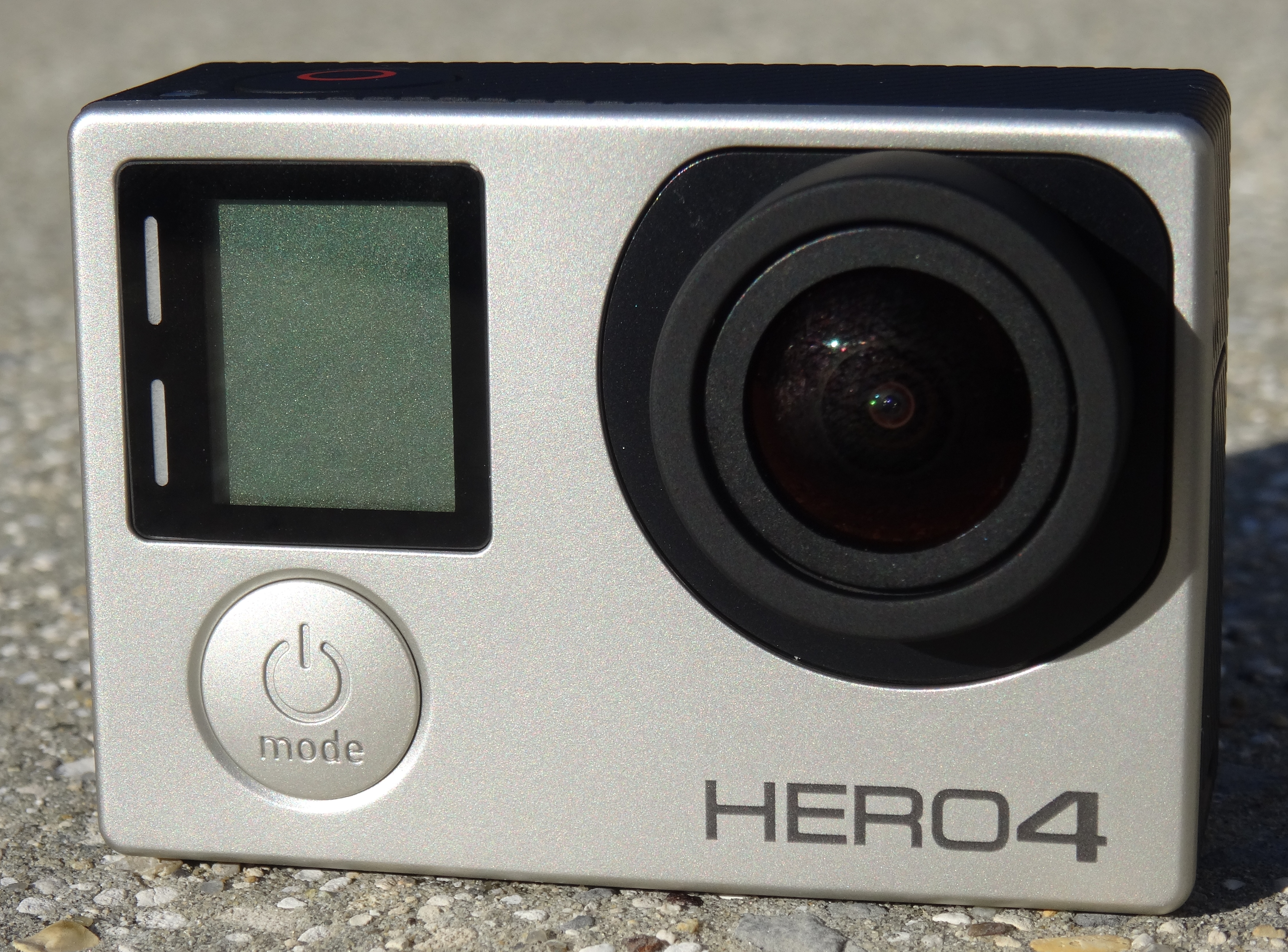
GoPro Hero 4 Silver Edition.

Le 29 septembre 2014, GoPro présente la gamme HERO4 et une nouvelle GoPro à bas prix, la HERO. Elle est disponible en deux modèles :
- la « Hero » filme en 1080p à 30 images par seconde ou en 720p à 60 images par seconde ; il s'agit de la caméra d'entrée de gamme. Contrairement aux autres produits de la marques qui sont réputés pour leur prix élevé, GoPro décide avec cette caméra de se focaliser sur le strict minimum. Le packaging est allégé par rapport aux autres caméras, et la caméra est directement incrustée dans le boitier. Cela ne l'empêche pas d'être compatible avec les accessoires de la gamme. Mais il n'y a pas de Wi-Fi.
- la « Hero4 Silver », capable de filmer en 1080p à 60 images par seconde et en 720p à 120 images par seconde, avec une définition photo de 12MP, des rafales à 30 images par seconde, le Wi-Fi et le Bluetooth. Elle possède pour la première fois un écran tactile permettant de paramétrer les vidéos et de voir ce que l'on filme.
- la « Hero4 Black », capable de filmer en 4K à 30 images par seconde, 2,7K (proche du WQXGA) à 50 images par seconde et 1080p à 120 images par seconde, d'une définition photo de 12MP avec rafales à 30 images par seconde, Wi-Fi et Bluetooth ;

Le 6 juillet 2015, GoPro sort une toute nouvelle GoPro : la HERO4 Session. La Hero4 Session est une version miniaturisée et redessinée. Cependant elle embarque moins de capacités pour filmer et ne possède qu'un seul bouton pour la contrôler. Elle s'accompagne d'une nouvelle sorte de fixation : le bras articulé. Elle n'a pas besoin d'être dans un boitier indépendant car le boitier et la caméra ne font qu'un. Elle embarque deux micros (un devant et un derrière) pour enregistrer tout l'environnement. Elle ne possède pas la 4K comme les autres versions de caméras. C'est une caméra simplifiée avec seulement le nécessaire d'après GoPro.

### HERO et HERO+
GoPro a lancé une gamme plus abordable sous la dénomination de HERO (devenu HERO Session aujourd'hui) et HERO+ (supprimée).
En juin 2015, GoPro a commencé à vendre la HERO+ LCD, qui permet d'enregistrer des vidéos en 1080p à 60 fps et des photos 8MP. La HERO+ LCD dispose d'un écran tactile pour prévisualiser les prises de vues. Elle peut aller jusqu'à 40 mètres de profondeur. Elle possède le Wi-Fi ainsi que le Bluetooth. Spécifications techniques : définition vidéo 1080p 60 fps / 720p 60 fps, définition photo 8MP / rafale 5 fps, le Wi-Fi et le Bluetooth, les modes de capture QuikCapture, SuperView et Auto Low Light, étanchéité à 40 m, écran tactile.
En octobre 2015 GoPro a sorti la HERO+. Cette GoPro est semblable à la HERO+ LCD. Elle possède des définitions vidéo de 1080p / 720p 60 fps, photo de 8MP / rafale 5 fps. Elle intègre le Wi-Fi et le Bluetooth. Elle est étanche à 40 m et est disponible avec les modes de capture Superview, Auto Low Light, QuikCapture et un mode time-lapse qui enregistre automatiquement des photos à intervalles de temps fixes de 0,5 à 60 secondes. Toutefois, elle ne dispose pas d'un écran LCD intégré et elle est légèrement plus légère que HERO+ LCD. Le boîtier est également resté le même.
| Mode           | Définition de l'image (en pixels) | Cadence (en ips) | Angle (FOV) |
| -------------- | --------------------------------- | ---------------- | ----------- |
| 720p           | 1280 × 720, 16/9                  | 50-60            | Ultra Large |
| 720p Superview | 1280 × 720, 16/9                  | 50-60            | Ultra Large |
| 1080p          | 1920 × 1080, 16/9                 | 25-60            | Ultra Large |

### HERO HD 5

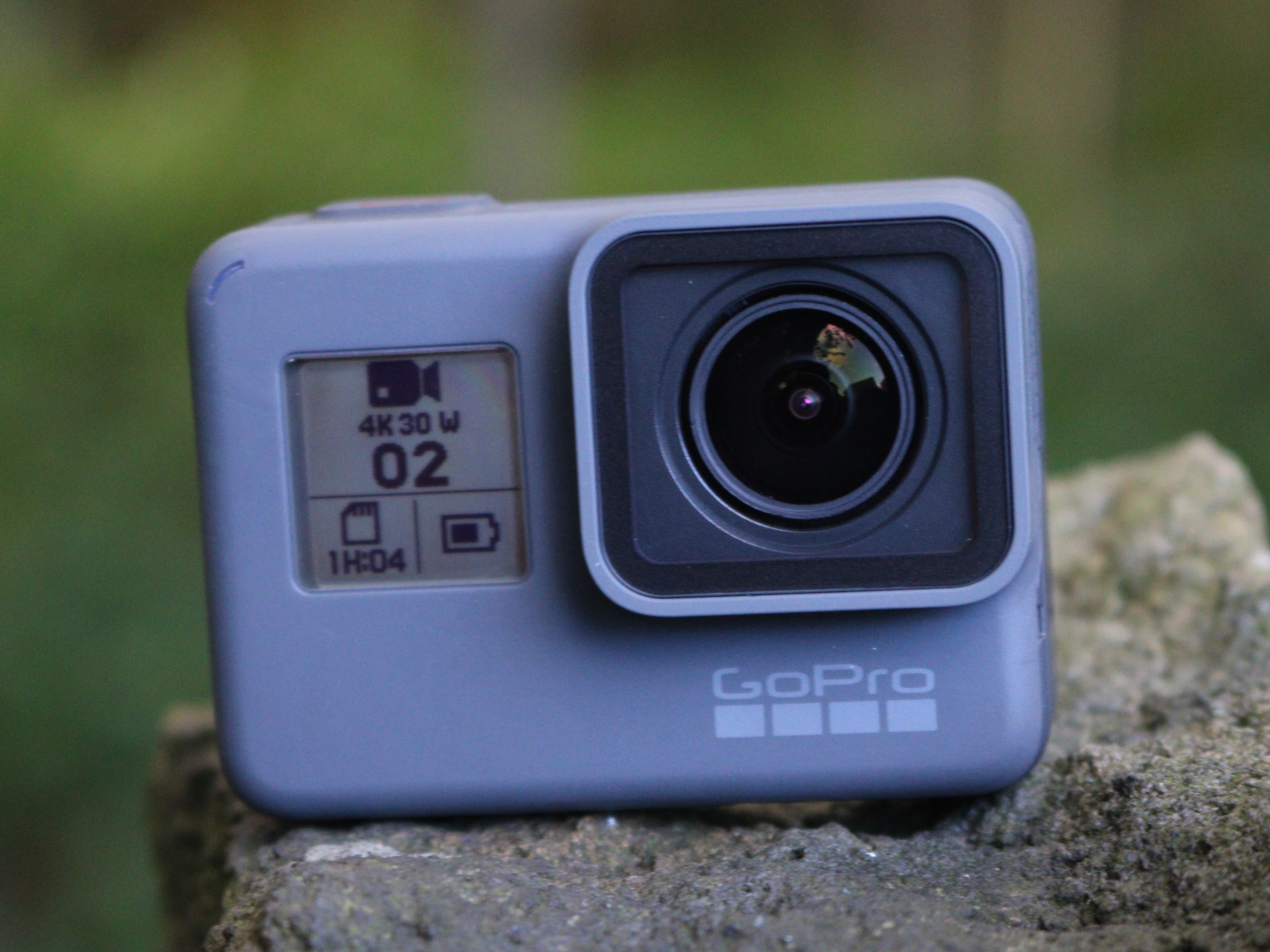
GoPro Hero5 Black

Le 19 septembre 2016, Nick Woodman a présenté lors d'une keynote depuis la Squaw Valley en Californie la cinquième génération d'action cam de la marque, la Hero5 Black et la Hero5 Session, mais pas de petite caméra abordable à 360° (comme certains le prédisaient pourtant).
Les principales nouveautés pour la Hero 5 Black sont l'étanchéité intégrée (à 10 mètres), la 4K UHD à 30 images par seconde, des photos de 12MP (au format RAW), un GPS, un écran LCD intégré, la stabilisation électronique de l'image, le pilotage à la voix (dans 7 langues) et une meilleure qualité sonore (réduction du vent, des bruits de fond) grâce à plusieurs micros.
La Hero 5 Session est une version simplifiée sans écran, avec photos 10MP (sans mode RAW) et sans GPS.
Elles devraient être disponibles toutes les deux à partir du 2 octobre 2016 pour respectivement 399 dollars et 299 dollars.
Auquel s'ajoute l'entrée de gamme, la Hero Session à 199 dollars. La ligne GoPro de caméras d'action se compose maintenant de ces trois modèles, la commercialisation des anciennes étant arrêtée.

## Risques, controverses
Un phénomène proche du selfie, qui a été favorisé par le développement de certains réseaux sociaux, consiste à mettre en ligne des films où une personne se filme elle-même ou filme d'autres personnes en train d'effectuer des choses spectaculaires et/ou dangereuses (sports extrêmes, sauts dans le vide, escalades en condition limites, actions de chasse (terrestre ou sous-marine), dans des conditions où la recherche du spectaculaire ou le narcissisme peuvent exposer le porteur de la caméra ou la personne filmée à prendre des risques inconsidérés, parfois mortels pour celui qui filme ou pour d'autres personnes (skieurs sur une piste de ski, ou alpinistes encordés par exemple).

### Dans le domaine du sport
Le phénomène marqué dans le domaine du surf concerne la plupart des sports de glisse et divers sports extrêmes pratiqués en montagne où malgré les progrès et le port croissant du casque, le nombre de traumatismes crâniens augmente, notamment en raison d'une diminution de l'appréhension du danger, et probablement aussi en raison d'une « célébration du risque et de la vitesse, apparue dans les années 80 avec le développement du hors-piste, est entretenue dans des vidéos spectaculaires (...) » ; cette image « est vendue aux gens et influence la façon dont ils skient » selon Robb Gaffney, skieur de l’extrême devenu psychologue du sport, cité par le New York Times. Pour P. Baudry l'image n'aurait pas vraiment d'influence directe sur un comportement mais peut avoir des effets indirects car « dans ces images, il y a une valorisation de la conduite à risque qui se présente sous une phase positive, comme l’expérience d’une sensation extraordinairement grisante. Il y a dans leur esthétique toute une mythologie de la libération, avec ces espaces libres, vierges, jamais pratiqués. Elles démontrent une possibilité, sont la preuve qu’il y a une liberté à prendre », qui peut favoriser « l’inconscience du risque et la tentation du hors limite ».
Il semble que la présence d'une caméra sur casque puisse diminuer sa capacité à protéger la tête et le cerveau, voire aggraver le traumatisme crânien en cas d'accident et « la multiplication des caméras sur les casques suscite un « gros débat » chez les fabricants, qui vendent tous des modèles ayant été testés et certifiés mais sans pièces ajoutées. « Cela fait polémique surtout depuis l’accident de Michael Schumacher. » », comme peut-être dans le cas de l'accident du champion Michael Schumacher. D'autres estiment que ces outils peuvent parfois avoir des vertus pédagogiques et qu'ils sont « comme autant de publicités gratuites pour le ski en général et les stations en particulier ».

### Dans le domaine de la chasse
En France, les fédérations (qui ont parmi leurs objectifs et responsabilités de limiter au maximum le risque d'accident de chasse pour le chasseur et son entourage) « s'inquiètent également du développement d'une nouvelle mode : l'installation de caméras GoPro sur les canons des armes afin de filmer ses exploits. Elles pousseraient certains à plus d'imprudence », en voulant parfois produire des images « comme dans un jeu vidéo de tir » subjectif. Pour les uns « c'est une manière de décupler les émotions ». En 2013, la Fédération nationale des chasseurs de France (FNC) avait diffusé un communiqué appelant ses membres à ne pas utiliser ces caméras, « pour des raisons de sécurité » selon elle, certains films montrant aussi des « témoignages de manipulation dangereuse » ou des images faisant que « lorsque l'animal est un peu abîmé, ce n'est pas très valorisant pour la chasse, et c'est montrer des images qui peuvent aussi choquer des personnes qui n'ont pas la même sensibilité que les chasseurs » selon Pierre de Boisguilbert, porte-parole de la FNC qui fait aussi remarquer que si la caméra est fixée au canon (donnant l'impression de "jeu vidéo") pour filmer une personne, le chasseur doit aussi viser cette personne avec son fusil, ce qui est contraire au premier principe de sécurité à la chasse, au ball-trap ou au tir sportif, qui est de ne jamais viser une personne. De plus, la caméra cache au chasseur une partie de son champ de vision dans l'angle de tir, et selon Nicolas Voyard, dans les moments où le chasseur pense surtout à filmer, « le fusil est oublié et les canons peuvent être tournés vers des personnes » avec en outre de possibles erreurs dont par exemple « l’oubli de la présence de cartouches dans les fusils, quand toute son attention est happée par l’action de filmer » ce qui peut être fatal en cas d'attaque d'un ours ou d'un sanglier blessé, défendant ses petits ou son territoire ou se sentant acculé et menacé.
Pour toutes ces raisons, en 2014, le préfet de l'Aisne a fait un arrêté interdisant tout type de caméra sur tout fusil ou carabine utilisées lors d' « actes de chasse et de destruction », mais sans interdire la caméra au front. Cet arrêté a été discuté dans le monde de la chasse où il a ses partisans et ses détracteurs (il a été attaqué devant le tribunal administratif d’Amiens par un vendeur de caméra GoPro spécialisées pour la chasse, qui s'estime lésé par cette interdiction). D'autres chasseurs ne souhaitent qu'une interdiction limitée aux actions de « chasse en groupe ». Selon la fédération de l'Aisne, « La mesure ne fait pas que des heureux mais si cela peut éviter un seul drame, elle est utile », estime la fédération départementale.
L'utilisation de caméra sous-marine pourrait de la même manière pousser des plongeurs à s'approcher trop près de certains requins ou autres espèces ou lieux dangereux (épaves, grotte...), ou favoriser certaines pratiques de braconnage halieutique ou de surexploitation de ressources naturelles.

### Dans le domaine du crime
C'est avec des caméras de ce type, remarque en 2014 l'hebdomadaire Marianne, que plusieurs criminels ont filmé leurs meurtres. Parmi eux, le terroriste Mohammed Merah, auteur des assassinats des 11, 15 et 19 mars à Toulouse et à Montauban, qui a ensuite envoyé un film de 25 minutes à Al Jazeera, media qui a refusé de le diffuser. C'est également le cas d'Anders Behring Breivik (qui a tué 77 personnes en Norvège le 22 juillet 2011) et de Mehdi Nemmouche (qui a essayé de filmer ses crimes, mais sans réussir à mettre la caméra en marche). Amedy Coulibaly enregistre une déclaration sur une caméra GoPro, avant de perpétrer une prise d'otages et l'assassinat de quatre personnes dans un magasin de la porte de Vincennes à Paris le 9 janvier 2015, tandis que ses comparses les frères Saïd et Chérif Kouachi abandonnent une caméra GoPro dans leur véhicule après avoir perpétré la tuerie de Charlie-Hebdo la veille, le 8 janvier.